# Marimba
La marimba es un instrumento de percusión de altura definida que consiste en una serie de láminas de madera de distintos tamaños, dispuestas de mayor a menor, cada una con una altura de sonido diferente, que se golpean con mazos para producir notas musicales. Cada tecla tiene su propia caja de resonancia y el conjunto está fijo en un armazón con patas. 
El desarrollo de la marimba cromática moderna fue establecido en Chiapas, México, alrededor de 1890, a partir de la marimba diatónica de la región. El término marimba proviene del bantú marimba o malimba; la palabra está formada por 'ma' (muchos), y 'rimba' (xilófono de barra única). Sin embargo, este vocablo no se usa en África[cita requerida].  
La música de marimba, los cantos y bailes tradicionales de la región colombiana del Pacífico Sur fueron inscritos en 2010 en la lista representativa del Patrimonio Cultural Inmaterial de la Humanidad de la Unesco, ampliándose a la provincia ecuatoriana de Esmeraldas en 2015. Oficialmente, la marimba es uno de los símbolos patrios de Guatemala, y también forma parte de los símbolos patrios de Costa Rica.

## Origen
La primera marimba de la que se tiene noticias data del año de 1545 en la hacienda de Santa Lucía, en el municipio de Jiquipilas, Chiapas. Según la documentación fechada en el 9 de octubre de 1545, el encomendero don Pedro Gentil de Bustamante y dueño de la hacienda de Santa Lucía, describe en su crónica una marimba en una celebración de indios; y nos relata lo siguiente:

"...dicho instrumento está compuesto de ocho tablillas de madera roja, desiguales de tamaño, que están agujereadas unidas con cordón y producen eco alegre con tablas del palo de macaguil (macagüil) (...) las hileras de tablas amarradas a orquestas (sic) cortas embradas y estiradas bajo dicho instrumento un hoyo en el suelo y pegados con resina en las tablas cascabeles de serpientes que hacen vibrar musicales con golpes de dos pequeños palillos con cabeza de cera negra uno para cada mano... ...que esta música lo acompaña un tambor del cuero de animal (...)"

Se cree que los xilófonos llegaron a América por medio de africanos que habían sido llevados a Guatemala y México, aunque también hay registros en algunas pirámides Mayas que se encuentran en Chiapas y Guatemala. La primera mención documentada de la marimba en Guatemala (marimba de tecomates), data del 13 de noviembre de 1680 durante las celebraciones de inauguración de la Santa Iglesia Catedral en Santiago de los Caballeros de Guatemala.
La marimba moderna cromática de doble teclado, fue concebida en Chiapas, México, en el año 1892 gracias a la innovación de Corazón de Jesús Borras Moreno, nativo del Municipio de Venustiano Carranza, Chiapas, México, indicándose además que  en 1897, fue tocado por primera vez el actual modelo de marimba en el tradicional parque de la iglesia del Señor del Pozo, en el mismo municipio, a partir de ese momento ha pasado de ser un instrumento autóctono a un instrumento para concierto. Se Construyó por primera vez un instrumento de cinco octavas, y más tarde se construyó un instrumento de 11 octavas, enorme, el cual era ejecutado por 9 elementos. En Guatemala, la marimba de doble teclado fue concebida en Quetzaltenango por Sebastián Hurtado y Julián Paniagua Martínez en la década de los 1890.
En el ámbito centroamericano circulan dos versiones acerca de su origen. Algunos afirman que la trajeron los esclavos negros procedentes de África, mientras que otros la consideran autóctona, creada por los maya-quiche.
El historiador David Vela dice: «Nos referimos también a la tesis del Dr. Castañeda Paganini sobre la posible invención de la marimba en Guatemala, por los africanos traídos como esclavos en el siglo XVI; sorprende no obstante que la marimba aparezca aquí tempranamente entre comunidades cerradas a la influencia de ellos, entre alejadas montañas, y falte en las zonas realmente habitadas por la raza de color». lo que resulta indudable es que el ingenio de los países locales transformó el instrumento hasta el punto de hacerlo suyo.
Ya que se tienen registros en Guatemala que a mediados del siglo XVIII, en la misma ciudad de Santiago de Guatemala (hoy Antigua Guatemala), el presbítero Joseph de Padilla desarrolló una nueva versión del instrumento (marimba sencilla), al que le amplió la extensión del teclado a 42 teclas (primero y único instrumento colectivo del mundo), le agregó una estructura con 4 patas levantándola del suelo, pudiéndose tocar de pie.
En 1894 en Quetzaltenango, el maestro Sebastián Hurtado desarrolló la primera marimba cromática o de doble teclado hecha con madera de Hormigo (Plathymiscium dimorphandrum) dándole hasta 6 escalas musicales. Él heredó la marimba a sus hijos y crearon el grupo Marimba Royal de los hermanos Hurtado quienes en 1908 realizaron un concierto en la ciudad de Búfalo, Nueva York, y así introducen la marimba (con los aportes de Guatemala) en los Estados Unidos, dándola así a conocer al mundo.
Al ser un instrumento utilizado en muchos países de América, el 12 de febrero de 2015, la Organización de Estados Americanos (OEA) declara a la marimba "Patrimonio Cultural de las Américas".

## La marimba en el mundo

### Guatemala

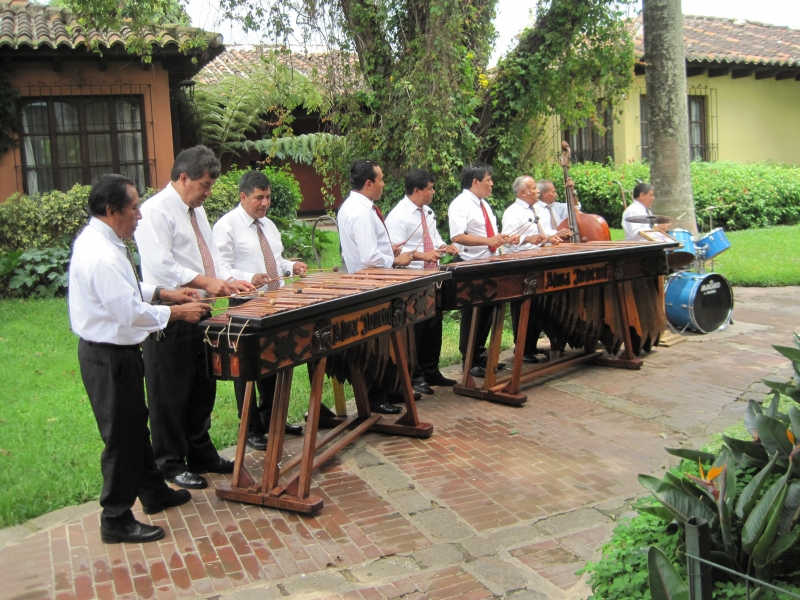
Marimbistas en Antigua Guatemala.

En Guatemala, la marimba es considerada como "Símbolo Patrio", según el Decreto 31-99, artículo 171 de la Constitución Política de la República de Guatemala, aprobado por el Congreso de la República, en el año de 1999 pero desde el 17 de octubre de 1978 se emitió el Decreto N.º 66-78 donde se declaró a la marimba como el "instrumento Nacional de Guatemala". El decreto obliga al Ministerio de Educación a propiciar la enseñanza de dicho instrumento musical, en las escuelas públicas y privadas, como un reconocimiento de baluarte nacional de la cultura nacional, arte y tradición. El artículo 171 se encuentra en la Constitución de la República bajo el nombre de «Ley de creación del Instituto Nacional de la Marimba».
En Guatemala, la marimba evolucionó de manera admirable llegando a construirse con doble teclado y con capacidad de producir escalas cromáticas, dándole cabida a la posibilidad de ser ejecutada por varios músicos a la vez.

### México
La música de marimba se escucha en el sur de México, en los estados de Chiapas, Tabasco, Quintana Roo, Campeche, Yucatán y Veracruz. En Tuxtla Gutiérrez, Chiapas, hay un parque dedicado a la marimba llamado El Parque de la Marimba, dónde tocan música con marimbas todos los días a las 18:00 (6:00 p. m.) GMT-6. En dicho parque graban una serie llamada "Con El Son de la Marimba" y ahí se ven los grupos y la gente bailando en el parque. 
La marimba cromática permite interpretar toda clase de música. Así muchos compositores pudieron crear música sobre la base de patrones rítmicos como: el vals, fox, bolero y blues. La marimba doble la constituyen una marimba grande y otra marimba pequeña o tenor. Se incorporan batería, violón de tres cuerdas y el contrabajo de cuatro cuerdas. Años después se agregaron el bajo eléctrico, las congas, trompetas, saxofones y clarinetes para formar un nuevo modelo que se llamaría «Marimba Orquesta». También se creó otro modelo en el que se sustituyen los otros instrumentos por el xul (flauta de caña de carrizo), la chirimía, el caracol, las ocarinas y los tambores autóctonos.
Los «puestos» de la marimba se llaman pícolo, tiple, centro armónico y bajo, comenzando por la parte más aguda y el tenor: pícolo, tiple y bajo de tenor. En la marimba grande se ha acostumbrado a tocar la primera voz de la melodía en el pícolo y el tiple, el acorde en el centro, y en el bajo la nota más grave del acorde con su respectivo cambio para evitar la monotonía. En el tenor se toca: en el pícolo y tiple, segunda voz y a veces segunda y tercera, a lo que los marimbistas llaman «llenos» y el bajo de tenor refuerza la primera, haciendo algunas veces contramelodia.

### Nicaragua
La marimba de arco es la auténtica reina del folclor musical nicaragüense y junto al violín de talalate tiene reconocimiento nacional. En la ciudad de Masaya en "El Tiangue" situado en el barrio Monimbó (frente a la iglesia San Sebastián) se erige el "Monumento a la Marimba de Arco", un conjunto escultórico en hierro que en tamaño natural muestra al marimbero y sus dos acompañantes ejecutando una pieza musical. 
La Marimba de arco nicaragüense es una variante sencilla de la Marimba –instrumento de origen africano– que no ha sufrido cambios significativos en su estructura, solamente en algunos de los materiales con que es elaborada. En Centroamérica la marimba de arco cayó en desuso alrededor de 1840, a la par de las innovaciones que Manuel Bolán, célebre músico chiapaneco hizo a la marimba y al grupo de marimba.
En territorio del actual municipio de Nandaime en el departamento de Granada se ubicó una importante concentración de esclavos africanos, que fueron quienes trajeron el instrumento que fue asimilado por los pueblos vecinos, especialmente la Comunidad Indígena de Monimbó o monimboseños descendientes chorotega-mangue, reacios a absorber costumbres exóticas o foráneas, pero que adoptaron el instrumento con entusiasmo. En su libro "Folklore de Nicaragua", de 1968, el académico nicaragüense Dr. Enrique Peña Hernández, reconoció a los habitantes de Monimbó su destreza para ejecutar la marimba de arco y la habilidad para fabricarla.
La marimba de arco es un instrumento muy sonoro, con un registro que da buena libertad para tocar melodías, y sobre todo, que es un instrumento completamente portable, tocado por una persona (marimbero solista). Su música es acompañada tradicionalmente de guitarra y guitarrita, a veces se le suma una quijada de burro, maracas, contrabajo pequeño e incluso una batería de pailas con cencerro.
El repertorio que abarca una marimba de arco está limitado, obviamente, por la escala que logra cubrir. El ritmo más adaptado es el Son nica en su versión de Son monimboseño, también llamado Jarabe monimboseño.
Una de las piezas musicales más representativas dentro del folklore musical nicaragüense es "Dos bolillos", de autor desconocido y que se dice tiene más de trescientos años de antigüedad. En su estructura se logran adivinar algunos aires del período barroco tardío, apreciado más fácilmente en el arreglo musical para orquesta de cámara que interpreta magistralmente Camerata Bach. Otra pieza es "La Danza Negra" cuya música fue integrada en la Misa Campesina Nicaragüense por Carlos Mejía Godoy.

### Costa Rica
En Costa Rica la tradición más rica en cuanto a marimbas se encuentra en la provincia de Guanacaste, donde se construyen y usan marimbas de doble teclado, de bejuco, de bambú y calabaza; así como las de resonadores de lata y de plástico. Para los habitantes de esta provincia con el acompañamiento de una guitarra, la marimba es la percusión favorita en sus fiestas y bailes populares, ya que la combinación de ambos instrumentos forma una especie de relleno armónico y rítmico. Otras provincias como San José y Puntarenas también poseen marimbas pero en menor grado. La marimba representa el folklor auténtico, y para los guanacastecos es el instrumento musical más importante porque alrededor de ella gira toda la actividad artística y cultural.

#### Símbolo patrio de Costa Rica
Fue declarada instrumento nacional de Costa Rica el 3 de septiembre de 1996, mediante el Decreto N.º 25114-C publicado en el diario oficial La Gaceta N.º 167. Según el Ministerio de Cultura y Juventud de Costa Rica, el documento más antiguo en el que se evidencia la presencia de una marimba en ese país, es un inventario de la Iglesia de Orosí en la provincia de Cartago, realizado en 1785, donde se establece que la Iglesia contaba con “un violón, una marimba, tres violines y dos guitarras” para uso del coro.

### Colombia
En Colombia es un instrumento típico del contexto musical tradicional del Pacífico. En las riberas del río Guapi se elabora la marimba de modo artesanal, en rústicos talleres donde viejos fabricantes le otorgan a la guadua un sonido característico.Se construye con 23 láminas de madera de chonta, de longitudes diferentes, y 23 secciones de tubo de bambú (guadua), de diversos tamaños, cerrados en su extremo inferior, que cumplen la función de resonadores. Las láminas se ensamblan sobre un armazón de madera previamente forrado con fibra vegetal. Los resonadores, por su parte, se montan sobre una varilla de hierro. Se toca por percusión de las láminas, efectuada por medio de baquetas cuyas puntas están recubiertas de cuero o caucho. Es interpretada por dos instrumentistas, uno para el registro grave, denominado el bordonero o marimbero, y otro para el registro agudo, llamado el tiplero o requintero. Generalmente se interpreta colgada del techo, pero en algunas ocasiones se coloca sobre un soporte adicional. La marimba es empleada por conjuntos que llevan el mismo nombre del instrumento, en diversos contextos donde desempeña funciones sociales o religiosas. Es indispensable en la celebración del currulao o cununao, la fiesta más destacada del litoral Pacífico, que se baila desde finales de la Colonia, asociada con la danza del boga. La Comisión Coreográfica, pinta una marimba colgada de las varas del techo, es decir, una marimba colgante. Se alcanzan a ver 18 trozos de macana, o 18 notas. Dos hombres, uno de tez blanca que toca la marimba con dos mazos y el otro de color negro escuchando. Lleva por título, “La Marimba, instrumento popular. Provincia de Barbacoas”. Dos marimberos o tocadores la percutían logrando los sonidos golpeando la tablas de chonta con palos untados de caucho en sus puntas.

### Ecuador
En Ecuador, el 2 de diciembre de 2015, durante la X Sesión del Comité Intergubernamental para la Salvaguardia del Patrimonio Cultural Inmaterial considera la marimba esmeraldeña digna de entrar a la Lista Representativa del Patrimonio Cultural Inmaterial de Humanidad, de la Unesco. Un reconocimiento que no solo incluye al instrumento sino al conjunto de conocimientos y saberes que están a su alrededor. Los arrullos que se cantan a los santos, las salves que se entonan cuando mueren las personas adultas o los chigualos que se afinan cuando fallecen los niños son algunas de las expresiones religiosas que se han construido en torno a este instrumento.

## Material
El teclado:

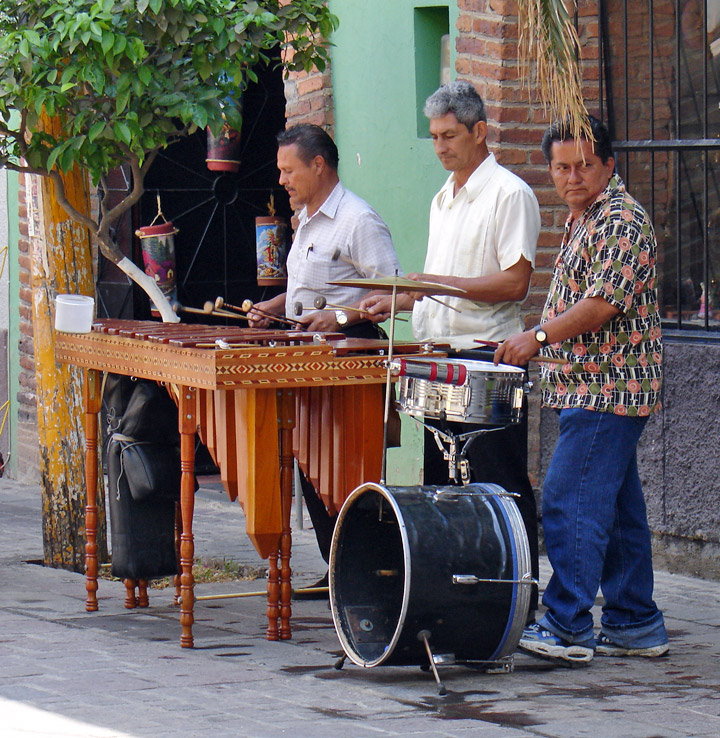
Marimba folclórica y popular.

Las teclas de la marimba se hacen de varias maderas, como el palo rosa, paduk o el hormiguillo, según algunos Triplaris tomentosa (Polygonacaeae). Las características principales que conlleva al uso en la fabricación de este instrumento musical son la facilidad de trabajar en ella, la dureza y resistencia a los golpes, y la producción natural de un sonido peculiar. Este tipo de madera además de ser utilizada en la fabricación de instrumentos musicales suele ser muy apreciada por los constructores de botes o naves marítimas de lujo porque a medida que pasan los años esta madera obtiene un color más brillante y una resistencia contra el agua y la carga.
La construcción de las primeras marimbas fue de sólo escalas diatónicas (que son las escalas que producen los pianos, las melódicas o piánicas cuando únicamente se utilizan las teclas blancas) y se les dio el nombre de «marimbas sencillas». En ellas, para bemolizar un sonido (lo que los marimbistas llaman «transportar»), los ejecutantes pegaban una bolita de cera en un extremo de la tecla, bajándole así medio tono.
Las cajas de resonancia:
Actualmente las cajas de resonancia se hacen de madera de cedro o ciprés, afinadas de acuerdo con la tecla y con una membrana pegada con cera en el extremo inferior, lo que permite el «charleo» o vibración que facilita la prolongación del sonido. La fabricación de cada una de estas cajas de resonancia conlleva un proceso muy parecido a la guitarra.
La tela:
La tela utilizada para producir el sonido se adquiere de los intestinos de los cerdos a través de un proceso.
Las mazas:
El material de estas mazas es de madera de arce o de rattan. Dentro de la parte que golpea en las láminas, hay una bola de madera, plástico, goma o caucho, y están cubiertas de lana natural o nailon, conocidas también como bolillos o baquetas en el sur de México.
La mesa:
Se fabrica con maderas especiales. Puede llevar finos acabados, incrustaciones de madera y el nombre grabado en ella.
Se fabrican marimbas de dos tamaños; las que tienen 45 teclas para los sonidos naturales y 33 para los sostenidos, mientras que las pequeñas, llamadas tenor o tiple, tienen 34 teclas para tonos naturales y 25 para los sostenidos. Las teclas son hechas de madera de Hormigo (Platymiscium dimorphandrum) y debe tener un período de secado de dos años para que esté en su punto ya que de lo contrario el sonido no será el esperado. Los tonos se obtienen tallando la madera y dándole el grosor adecuado. El proceso es bastante complejo, ya que se necesita pulirla con concha de mar para que los poros se cierren por completo.
En Colombia en las riberas del río Guapi se elabora la marimba de modo artesanal, en rústicos talleres donde viejos fabricantes le otorgan a la guadua un sonido característico. Se construye con 23 láminas de madera de chonta, de longitudes diferentes, y 23 secciones de tubo de bambú (guadua), de diversos tamaños, cerrados en su extremo inferior, que cumplen la función de resonadores.
Las láminas se ensamblan sobre un armazón de madera previamente forrado con fibra vegetal. Los resonadores, por su parte, se montan sobre una varilla de hierro. Se toca por percusión de las láminas, efectuada por medio de baquetas cuyas puntas están recubiertas de cuero o caucho. Las ceremonias de la construcción tenían que hacerse en determinados momentos en que la luna les fuera favorable y “la cortada” de las notas, es decir, los palos que se pulían con la peinilla hasta dar el sonido deseado, tenían que ser de palma de chonta.

## Festivales
En el Valle del Cauca (Colombia), desde el año 2008 se lleva a cabo el Festival de la Marimba pensando en el patrimonio del Pacífico Sur Colombiano, donde se interpretan ritmos como el Currulao, Pango, Berejú, Patacoré, Juga de Arrullo y de adoración y Bunde; en este festival el público aprende cada año sobre la música del Pacífico, mediante un encuentro didáctico donde este se puede adentrar en los sonidos de esta región.
En santiago de Cali (Colombia) desde el año 1996 se realiza el Festival de Música del Pacífico Petronio Álvarez, es un festival dedicado a la música del folclor del Pacífico colombiano o relacionado directamente con él. Busca resaltar compositores, grupos musicales e investigadores de la música de origen afrocolombiano.
El Festival Internacional de Música y Danza Afro de Esmeraldas (Ecuador), constituye un espacio donde los distintos asentamientos negros que están regados por América muestran la belleza de su cultura, toda su riqueza y expresión; pero también, ponen de manifiesto esa fuerza interna que pese a la agresión que sufrieran por más de quinientos años por una cultura que intentó someterlos, buscaron formas de mantener sus raíces, a fin de no perder su identidad.
El Festival dura cuatro días y en ellos la identidad cultural del pueblo negro se reafirma, se presentan agrupaciones culturales de música y danza provenientes de diferentes lugares de la diáspora, los mismos que manifiestan con voz propia las expresiones de raíces ancestrales vivas de su pueblo. Los bailarines mueven sus cuerpos al son de la marimba, la percusión, el cajón, los platillos y el clarinete.

## Marimbistas más reconocidos
Entre sus mayores exponentes a nivel internacional se encuentran:
- Rocael Hurtado. Guatemala.
- Domingo Bethancourt. Guatemala.
- Francisco (Paco) Pérez Muñoz. Guatemala
- Gerardo Tzul Lacán. Guatemala.
- Mardoqueo Girón. Guatemala.
- Alfonso Bautista Vásquez. Guatemala.
- Natalio Arael Osorio Mata. Guatemala.
- Guillermo De León Ruíz. Guatemala.
- Danilo Gutiérrez García. Villaflores, Chiapas, México.
- Manuel del Carmen Vleeschower Borraz (Venustiano Carranza, Chiapas, México).
- Abel Domínguez Borraz. San Cristóbal De Las Casas, Chiapas, México.
- Víctor Betanzos Castellanos. Arriaga, Chiapas, México.
- Rafael De Paz. Tuxtla Gutiérrez, Chiapas, México.
- Límbano Vidal Mazariegos. México.
- Alberto Peña Ríos. Tonalá, Chiapas., México.
- Papá Roncón. Ecuador.
- Rosa Wila. Ecuador.
- Zeferino Nandayapa Ralda, quién integró con sus hermanos el Cuarteto Clásico Nandayapa. (México.
- Segundo Vleeschower Borraz (México).
- Keiko Abe, marimbista japonesa que fungió como presidente del Jurado calificador del Primer Concurso Latinoamericano de Marimbistas, realizado del 29 de marzo al 5 de abril por el Consejo Estatal para las Culturas y las Artes (CONECULTA) y la UNICACH, en Tuxtla Gutiérrez, Chiapas.

En la actualidad algunos marimbistas profesionales que ejecutan el instrumento a base del solfeo, hacen arreglos en los cuales cada ejecutante toca un papel distinto; esto ha venido a complicar la ejecución del instrumento, pero le da más encanto y lucidez.
En la marimba, que abarca toda la escala armónica, se puede ejecutar toda clase de música, desde sones y piezas populares en fiestas, hasta música clásica en conciertos. La música de marimba se acompaña con varios instrumentos, incluyendo contrabajo o violín (como complemento de la armonía), batería, chirimilla, tun y tambores. También existen las llamadas marimbas orquestas, las cuales incluyen instrumentos de viento. En Guatemala se adaptó la marimba a las costumbres populares aprovechando que con ella se puede ejecutar toda clase de música. Los lugares donde regularmente se toca la marimba son México (principalmente en el estado de Chiapas y algo menos en los estados de Oaxaca y Tabasco), Centroamérica (principalmente en Costa Rica, Guatemala y Nicaragua) y en el Pacífico Colombiano.
Tom Waits también empezó a utilizar las marimbas en su famoso disco «Swordfishtrombones», y desde entonces no ha dejado de usarlas.

## Lugares
En la entrada principal a la cabecera municipal de Quetzaltenango, Guatemala, se localiza un monumento que hace referencia a la Marimba. Fue creado en la década del setenta por el reconocido artista Rodolfo Galeotti Torres, no solo como un homenaje al instrumento, sino que también para reconocer a las personas que en ella se inspiran para componer sus melodías y a los que la ejecutan magistralmente.
Existe el Parque de la Marimba, en la ciudad de Tuxtla Gutiérrez, en la capital del estado de Chiapas, famoso internacionalmente, fue construido en 1993 e inaugurado por el entonces gobernador Elmar Setzer Marseille, con el fin de ser un centro de reunión para las familias; se destaca por las bancas de tipo colonial, la iluminación y el kiosco central evocando así la época de principios del siglo XX. En él se realizan conciertos musicales con marimbas provenientes de los diferentes municipios del estado de Chiapas, los cuales son transmitidos por televisión en el Canal 10 de Tuxtla Gutiérrez, en vivo prácticamente todos los días, en un horario de 6 a 10 p. m. 
En Nicaragua existe una variante de este instrumento musical, llamada “marimba de arco”, que es interpretada por un solo ejecutante (marimbista), que se sienta sobre el arco que sostiene ambos extremos de la marimba, hecho de una raíz flexible.